# Начало слова
Начало слова (англ. initial part; фр. tranche initiale), анлаут (нем. Anlaut), инициаль — позиция звука, а также сам звук или их последовательность звуков в начале слова. Обычно подчиняются определённым морфонологическим закономерностям. При этом в фонетике не рассматривается морфологическое и лексическое значение позиции, которая является чистой абстрактной характеристикой.

## Примеры
Восточнославянское о- в анлауте часто соответствует западнославянскому jе-: рус. осень, озеро, один, пол. jesień, jezioro, jeden.